# Андарпа
Андарпа (перс. اندرپا) — село в Ірані, у дегестані Хоррам-Дашт, у бахші Камаре, шагрестані Хомейн остану Марказі. За даними перепису 2006 року, його населення становило 144 особи, що проживали у складі 48 сімей.

## Клімат
Середня річна температура становить 10,18 °C, середня максимальна – 28,76 °C, а середня мінімальна – -11,78 °C. Середня річна кількість опадів – 235 мм.
| Клімат поселення                              | Клімат поселення | Клімат поселення | Клімат поселення | Клімат поселення | Клімат поселення | Клімат поселення | Клімат поселення | Клімат поселення | Клімат поселення | Клімат поселення | Клімат поселення | Клімат поселення | Клімат поселення |
| Показник                                      | Січ.             | Лют.             | Бер.             | Квіт.            | Трав.            | Черв.            | Лип.             | Серп.            | Вер.             | Жовт.            | Лист.            | Груд.            |                  |
| Середній максимум, °C                         | 5,08             | 6,68             | 10,67            | 17,22            | 22,51            | 27,82            | 28,76            | 28,61            | 24,13            | 17,65            | 11,07            | 5,86             |                  |
| Середня температура, °C                       | −3,34            | −1,76            | 2,26             | 8,80             | 14,07            | 19,39            | 23,20            | 23,05            | 18,56            | 12,07            | 5,50             | 0,28             |                  |
| Середній мінімум, °C                          | −11,78           | −10,17           | −6,17            | 0,38             | 5,66             | 10,96            | 17,64            | 17,48            | 13,00            | 6,52             | −0,06            | −5,28            |                  |
| Норма опадів, мм                              | 35               | 35               | 44               | 32               | 25               | 4                | 2                | 1                | 0                | 6                | 21               | 30               |                  |
| Середньомісячна швидкість вітру, м/с          | 1.09             | 2.02             | 2.36             | 2.52             | 2.28             | 2.10             | 2.03             | 1.87             | 1.90             | 1.78             | 1.72             | 1.34             |                  |
| Середньомісячна сонячна радіація, кДж/м²·день | 9773             | 12797            | 15503            | 18668            | 22574            | 26920            | 25966            | 24379            | 21562            | 16144            | 11335            | 9323             |                  |
| --------------------------------------------- | ---------------- | ---------------- | ---------------- | ---------------- | ---------------- | ---------------- | ---------------- | ---------------- | ---------------- | ---------------- | ---------------- | ---------------- | ---------------- |
| Джерело:                                      |                  |                  |                  |                  |                  |                  |                  |                  |                  |                  |                  |                  |                  |